# Kří
Kří je zaniklá vesnice v lese u osady Kersko v okrese Nymburk ze 14. století. Leží v katastru obce Hradištko v okrese Nymburk ve Středočeském kraji. Dodnes jsou patrné zbytky středověké vesnice včetně půdorysů jednotlivých domů a sousedící tvrze či motte. Název Kří je kolektivem odvozeným ze slova keř (obdobně jako dub a doubí). V lese ztracená vesnice Kří patří k zachovalým památkám své kategorie.

## Popis
Zaniklá středověká osada Kří leží v lese zvaném Kersko na jih od obce Hradištko. V lese se dochovaly téměř nepatrné vyvýšeniny – pozůstatky středověkých domů postavených ve dvou dlouhých řadách táhnoucích se ve směru sever – jih. Při pečlivém pozorování je možno rozeznat i obrysy jednotlivých domů. Z tvrze je dodnes dochován tvrzištní pahorek, obehnaný vodním příkopem. V současné době je chráněna archeologická lokalita a pozemek, na němž vesnice leží. Vesnice s tvrzí pravděpodobně zanikla v roce 1420, kdy okolí Poděbrad plenila uherská vojska císaře Zikmunda.